# Episcada vitrea
Espèce
Episcada vitrea est une espèce d'insectes lépidoptères (papillons) de la famille des Nymphalidae, de la sous-famille des Danainae et du genre Episcada.

## Dénomination
Episcada vitrea a été décrit par Romualdo d'Almeida (d) et Olaf Mielke (d) en 1967.

## Description
Episcada vitrea est un papillon à l'abdomen mince, aux ailes antérieures beaucoup plus longues que les ailes postérieures et à bord interne concave.
Les ailes sont transparentes avec de très fines veines marron et une bordure marron sur le dessus, jaune sur le revers.

## Écologie et distribution
Episcada vitrea est présent au Brésil,.

### Protection
Pas de statut de protection particulier.